# 133243 Essen
133243 Essen è un asteroide della fascia principale. Scoperto nel 2003, presenta un'orbita caratterizzata da un semiasse maggiore pari a 2,5980585 UA e da un'eccentricità di 0,0490212, inclinata di 7,10838° rispetto all'eclittica.
L'asteroide è dedicato all'omonima città della Germania.